# S.P.A.L. 2024-2025

## Stagione
In vista della stagione 2024-2025 la SPAL rivoluziona ancora una volta l'assetto dirigenziale e tecnico, non confermando Domenico Di Carlo (autore di un pregevole finale del campionato precedente) e affidando la costruzione della nuova squadra al direttore sportivo Alex Casella e all'allenatore Andrea Dossena, entrambi provenienti dalla Pro Vercelli. L'inizio è in salita, complice la penalizzazione di 3 punti in classifica (a causa di un ritardo nei pagamenti degli emolumenti ascrivibile all'annata precedente) e la considerevole mole di giocatori sotto contratto. Il calciomercato vede quindi una politica di riduzione dei costi con priorità alle cessioni dei giocatori, con conseguente ritardo nella costruzione della rosa e il ricorso agli svincolati a settembre. Il prosieguo della stagione vede i biancazzurri costantemente nei bassifondi della graduatoria, a dispetto di sporadiche fasi positive quali le tre vittorie consecutive ottenute a novembre. Dopo un nuovo periodo negativo la dirigenza decide di optare per il cambio in panchina, scegliendo Francesco Baldini. Nelle ultime partite della stagione la squadra dimostra una migliorata solidità difensiva, chiudendo con quattro pareggi e una vittoria casalinga per 3-0 contro il Gubbio che consente alla SPAL di chiudere diciassettesima, avendo la possibilità di disputare i play-out contro il Milan Futuro con la consapevolezza di salvarsi anche in caso di parità di reti complessive nei due incontri. Agli spareggi quindi la SPAL mantiene la categoria, perdendo la gara di andata in casa dei giovani rossoneri per 1-0, ma vincendo per 2-0 la partita di ritorno allo Stadio Paolo Mazza, in una cornice di pubblico di 10.527 spettatori.

## Maglie e sponsor
La stagione 2024-2025 è l'ottava consecutiva per lo sponsor tecnico Macron come fornitore della SPAL. Il kit casalingo è costituito dalla consueta maglia a palatura verticale biancazzurra e pantaloncini bianchi con inserti azzurri, la tenuta esterna è nera a palatura verticale argentata e pantaloncini neri, mentre la terza divisa è a tinta unita color lilla con finiture nere.

## Organigramma societario
Area direttiva
- Presidente: Joe Tacopina
- Consiglieri di amministrazione: Marcello Follano, Gabriella Follano, Chad Seigel
- Direttore generale: Luca Carra

Area organizzativa
- Segretario generale: Stefano Salis
- Segretario sportivo: Antonio Pagliuca
- Segretarie commerciali: Clarissa Vecchiattini, Giulia Bolognesi
- Team manager: Alessio Cirulli
- Delegato alla sicurezza: Ferruccio Taroni
- Responsabile biglietteria: Marinella Casoni
- Supporter liaison officer: Luca Pozzoni
- Data protection officer: Alessandro Vasta
- Ufficio amministrazione: Federica Bergamini, Laura Campanini, Davide Viale

Area comunicazione e marketing
- Regional sponsorship manager: Massimiliano Mamini
- Direttrice marketing e comunicazione: Veronica Bon
- Ufficio stampa: Alessio Pugliese
- Responsabile multimedia: Mirco Gadda
- Store manager: Giuseppe Colombarini
- Social responsibility and charity manager: Martina Vanzetto

Area sportiva
- Direttore tecnico: Alex Casella
- Allenatore: Andrea Dossena (fino al 3/2/2025), Francesco Baldini
- Allenatore in seconda: Samuele Olivi (fino al 3/2/2025), Luciano Mularoni
- Preparatore atletico: Mauro Franzetti (fino al 3/2/2025), Diego Gemignani
- Recupero infortuni: Carlo Oliani
- Preparatore dei portieri: Massimo Di Pasquale (fino al 3/2/2025), Davide Bertaccini
- Collaboratori tecnici: Emanuele Dogliani, Riccardo Leardi, Claiton (dal 4/2/2025)
- Match analyst: Mario Enrico Braco

Area sanitaria
- Responsabile sanitario: Fabrizio Aggio
- Fisioterapisti: Marcello Bertolani, Piero Bortolin, Daniele Zannini

## Rosa
Rosa e numerazione sono aggiornate al 17 maggio 2025.
| N. |                    | Ruolo | Calciatore                 |
| -- | ------------------ | ----- | -------------------------- |
| 1  | Italia (bandiera)  | P     | Riccardo Melgrati          |
| 3  | Italia (bandiera)  | D     | Matteo Bruscagin           |
| 4  | Italia (bandiera)  | C     | Fabrizio Paghera           |
| 5  | Nigeria (bandiera) | C     | Theophilus Awua            |
| 6  | Italia (bandiera)  | D     | Alessandro Fiordaliso      |
| 7  | Italia (bandiera)  | A     | Mirco Antenucci (capitano) |
| 8  | Marocco (bandiera) | C     | Omar El Kaddouri           |
| 9  | Islanda (bandiera) | A     | Óttar Magnús Karlsson      |
| 10 | Italia (bandiera)  | C     | Igor Radrezza              |
| 11 | Italia (bandiera)  | A     | Emanuele Rao               |
| 12 | Italia (bandiera)  | P     | Cesare Galeotti            |
| 13 | Italia (bandiera)  | D     | Vincenzo Polito            |
| 14 | Italia (bandiera)  | C     | Fabio Parravicini          |
| 15 | Italia (bandiera)  | C     | Hamza Haoudi               |
| 16 | Italia (bandiera)  | D     | Edoardo Sottini            |
| 17 | Italia (bandiera)  | D     | Giuseppe Iglio             |
| 18 | Francia (bandiera) | D     | Jean-Claude Ntenda         |
| 19 | Italia (bandiera)  | D     | Daniele Mignanelli         |
| 20 | Italia (bandiera)  | C     | Roberto Zammarini          |
| 21 | Italia (bandiera)  | D     | Matteo Bachini             |
| 22 | Italia (bandiera)  | P     | Marco Meneghetti           |
| 23 | Italia (bandiera)  | D     | Matteo Arena               |
| 24 | Italia (bandiera)  | D     | Filippo Saiani             |

| N. |                           | Ruolo | Calciatore              |
| -- | ------------------------- | ----- | ----------------------- |
| 25 | Argentina (bandiera)      | A     | Juan Ignacio Molina     |
| 26 | Italia (bandiera)         | D     | Alessandro Bassoli      |
| 27 | Italia (bandiera)         | C     | Alessandro Boccia       |
| 27 | Italia (bandiera)         | A     | Vittorio Parigini       |
| 28 | Italia (bandiera)         | D     | Luca Calapai            |
| 29 | Togo (bandiera)           | C     | Steven Nador            |
| 30 | Italia (bandiera)         | A     | Umberto Camelio         |
| 31 | Italia (bandiera)         | P     | Alexander Zenti         |
| 34 | Italia (bandiera)         | P     | Tommaso Stagni          |
| 33 | Italia (bandiera)         | A     | Ludovico D'Orazio       |
| 40 | Italia (bandiera)         | A     | Cristian Spini          |
| 77 | Marocco (bandiera)        | A     | Soufiane Bidaoui        |
| 80 | Liechtenstein (bandiera)  | C     | Marcel Büchel           |
| 82 | Moldavia (bandiera)       | C     | Cristian Antonciuc      |
| 90 | Costa d'Avorio (bandiera) | C     | Ladji Mori Kane         |
| 91 | Guinea (bandiera)         | A     | Oumar Conté             |
| 92 | Italia (bandiera)         | A     | Leroy Cecchinato        |
| 93 | Italia (bandiera)         | A     | Tommaso Angeletti       |
| 94 | Italia (bandiera)         | D     | Alex Roda               |
| 95 | Italia (bandiera)         | A     | Simone Tarolli          |
| 96 | Italia (bandiera)         | C     | Lorenzo Andreoli        |
| 97 | Francia (bandiera)        | C     | Mathéssendé Baud Banaga |
| 99 | Italia (bandiera)         | C     | Christian Nina          |

## Calciomercato

### Sessione estiva(dall'1/7 al 30/8)
| Acquisti         | Acquisti              | Acquisti          | Acquisti                         |
| R.               | Nome                  | da                | Modalità                         |
| ---------------- | --------------------- | ----------------- | -------------------------------- |
| P                | Riccardo Melgrati     | Lecco             | svincolato                       |
| D                | Matteo Bachini        | Juve Stabia       | definitivo                       |
| D                | Luca Calapai          | Casertana         | definitivo                       |
| D                | Daniele Mignanelli    | Juve Stabia       | definitivo                       |
| D                | Jean-Claude Ntenda    | Juventus          | prestito con obbligo di riscatto |
| D                | Vincenzo Polito       | Messina           | svincolato                       |
| D                | Edoardo Sottini       | Cittadella        | definitivo                       |
| C                | Cristian Antonciuc    | Sassuolo          | fine prestito                    |
| C                | Theophilus Awua       | Atalanta          | definitivo                       |
| C                | Alessandro Boccia     | Frosinone         | fine prestito                    |
| C                | Omar El Kaddouri      | CFR Cluj          | svincolato                       |
| C                | Fabio Parravicini     | Genoa             | fine prestito                    |
| C                | Igor Radrezza         | Padova            | svincolato                       |
| C                | Roberto Zammarini     | Catania           | svincolato                       |
| A                | Soufiane Bidaoui      | Frosinone         | svincolato                       |
| A                | Ludovico D'Orazio     | Latina            | fine prestito                    |
| A                | Óttar Magnús Karlsson | Venezia           | definitivo                       |
| Altre operazioni |                       |                   |                                  |
| R.               | Nome                  | da                | Modalità                         |
| P                | Lorenzo Abati         | Torino            | fine prestito                    |
| P                | Luca Martelli         | Corticella        | fine prestito                    |
| P                | Michele Pezzolato     | Forlì             | fine prestito                    |
| P                | Daniil Pareiko        | San Marzano       | fine prestito                    |
| P                | Demba Thiam           | Juve Stabia       | fine prestito                    |
| D                | Dawid Bugaj           | Lechia Danzica    | fine prestito                    |
| D                | Edoardo Cavallini     | Corticella        | fine prestito                    |
| D                | Daniel Dumbrăvanu     | Messina           | fine prestito                    |
| D                | Alessandro Gobbo      | Ravenna           | fine prestito                    |
| D                | Ibrahima Keita        | Venezia           | svincolato                       |
| D                | Nicola Santella       | Treviso           | fine prestito                    |
| D                | Michal Svoboda        | Bologna           | fine prestito                    |
| D                | Filippo Tosi          | Genoa             | fine prestito                    |
| C                | Simone Cecere         | Fidelis Andria    | fine prestito                    |
| C                | Antonio Imputato      | Mestre            | fine prestito                    |
| C                | Alessandro Murgia     | Hermannstadt      | fine prestito                    |
| C                | Filippo Puletto       | Trento            | fine prestito                    |
| A                | Salah Aziz Binous     | Vogherese         | svincolato                       |
| A                | Serigne Deme          | Victor San Marino | fine prestito                    |
| A                | Andrea La Mantia      | Feralpisalò       | fine prestito                    |
| A                | Marco Rosafio         | Messina           | fine prestito                    |

| Cessioni         | Cessioni               | Cessioni           | Cessioni                         |
| R.               | Nome                   | a                  | Modalità                         |
| ---------------- | ---------------------- | ------------------ | -------------------------------- |
| P                | Enrico Alfonso         | Virtus Verona      | prestito                         |
| P                | Mattia Del Favero      | Taranto            | definitivo                       |
| D                | Philipp Breit          | Catanzaro          | prestito con diritto di riscatto |
| D                | Luca Ghiringhelli      | Südtirol           | fine prestito                    |
| D                | Patryk Peda            | Palermo            | definitivo                       |
| D                | Alessandro Tripaldelli | Bari               | definitivo                       |
| D                | Nahuel Valentini       | Sestri Levante     | svincolato                       |
| C                | Marco Bertini          | Lazio              | fine prestito                    |
| C                | Marco Carraro          | L.R. Vicenza       | definitivo                       |
| C                | Riccardo Collodel      | Casertana          | definitivo                       |
| C                | Nicolò Contiliano      | Carpi              | prestito                         |
| C                | Fabio Maistro          | Juve Stabia        | definitivo                       |
| A                | Nicola Dalmonte        | L.R. Vicenza       | fine prestito                    |
| A                | Simone Edera           | -                  | svincolato                       |
| A                | Alessandro Orfei       | Union Clodiense CS | prestito                         |
| A                | Tomi Petrović          | Trento             | fine prestito                    |
| A                | Simone Rabbi           | Cittadella         | risoluzione contratto            |
| A                | Luca Siligardi         | -                  | svincolato                       |
| A                | Dario Šits             | Parma              | fine prestito                    |
| A                | Massimo Zilli          | Cosenza            | fine prestito                    |
| Altre operazioni |                        |                    |                                  |
| R.               | Nome                   | da                 | Modalità                         |
| P                | Lorenzo Abati          | Ascoli             | prestito                         |
| P                | Francesco Costantini   | Puteolana          | prestito                         |
| P                | Luca Martelli          | Forlì              | prestito                         |
| P                | Michele Pezzolato      | Modena             | svincolato                       |
| P                | Daniil Pareiko         | Casertana          | svincolato                       |
| P                | Luca Romagnoli         | Treviso            | prestito                         |
| P                | Demba Thiam            | Juve Stabia        | prestito con diritto di riscatto |
| D                | Dawid Bugaj            | CF Montréal        | definitivo                       |
| D                | Edoardo Cavallini      | Corticella         | svincolato                       |
| D                | Lorenzo Dickmann       | Brescia            | riscatto del cartellino          |
| D                | Daniel Dumbrăvanu      | Lucchese           | definitivo                       |
| D                | Alessandro Gobbo       | Lentigione         | svincolato                       |
| D                | Ibrahima Keita         | Termoli            | prestito                         |
| D                | Federico Ribello       | Corticella         | prestito                         |
| D                | Nicola Santella        | Adriese            | svincolato                       |
| D                | Michal Svoboda         | Dukla Praga        | prestito con diritto di riscatto |
| D                | Filippo Tosi           | Cremonese          | definitivo                       |
| D                | Riccardo Vesprini      | Reggina            | prestito                         |
| C                | Andrea Carbone         | Siracusa           | prestito                         |
| C                | Simone Cecere          | AZ Picerno         | svincolato                       |
| C                | Antonio Imputato       | Fidelis Andria     | svincolato                       |
| C                | Alessandro Murgia      | Hermannstadt       | prestito con diritto di riscatto |
| C                | Filippo Puletto        | Carpi              | prestito                         |
| A                | Salah Aziz Binous      | Chieri             | prestito                         |
| A                | Serigne Deme           | Sasso Marconi      | svincolato                       |
| A                | Andrea La Mantia       | Catanzaro          | prestito                         |
| A                | Marco Rosafio          | Potenza            | definitivo                       |

### Sessione invernale(dal 2/1 al 3/2)
| Acquisti         | Acquisti             | Acquisti         | Acquisti                         |
| R.               | Nome                 | da               | Modalità                         |
| ---------------- | -------------------- | ---------------- | -------------------------------- |
| C                | Hamza Haoudi         | Frosinone        | definitivo                       |
| C                | Fabrizio Paghera     | Brescia          | definitivo                       |
| C                | Christian Nina       | Vis Pesaro       | prestito                         |
| A                | Juan Ignacio Molina  | Vis Pesaro       | prestito con diritto di riscatto |
| A                | Vittorio Parigini    | Audace Cerignola | definitivo                       |
| A                | Cristian Spini       | Trapani          | prestito con diritto di riscatto |
| Altre operazioni |                      |                  |                                  |
| R.               | Nome                 | da               | Modalità                         |
| P                | Lorenzo Abati        | Ascoli           | fine prestito                    |
| P                | Enrico Alfonso       | Virtus Verona    | fine prestito                    |
| P                | Francesco Costantini | Puteolana        | fine prestito                    |
| A                | Salah Aziz Binous    | Chieri           | fine prestito                    |

| Cessioni         | Cessioni                | Cessioni       | Cessioni              |
| R.               | Nome                    | a              | Modalità              |
| ---------------- | ----------------------- | -------------- | --------------------- |
| P                | Riccardo Melgrati       | Lucchese       | prestito              |
| D                | Matteo Bachini          | Potenza        | definitivo            |
| D                | Vincenzo Polito         | Lecco          | prestito              |
| D                | Filippo Saiani          | Virtus Entella | definitivo            |
| C                | Cristian Antonciuc      | Desenzano      | risoluzione contratto |
| C                | Alessandro Boccia       | Pistoiese      | prestito              |
| C                | Marcel Büchel           | Messina        | definitivo            |
| A                | Tommaso Angeletti       | Castelfidardo  | prestito              |
| Altre operazioni |                         |                |                       |
| R.               | Nome                    | da             | Modalità              |
| P                | Lorenzo Abati           | Pergolettese   | prestito              |
| P                | Enrico Alfonso          | Virtus Verona  | definitivo            |
| P                | Francesco Costantini    | Igea Virtus    | prestito              |
| C                | Mathéssendé Baud Banaga | Empoli         | definitivo            |
| A                | Salah Aziz Binous       | Sant'Angelo    | prestito              |

## Risultati

### Serie C

#### Girone di andata
| Arbitro: | Diop (Treviglio) |

|                   |           |                         |
| Rao 63’ Arena 69’ | Marcatori | 36’ Tirelli 54’ Corazza |

| Arbitro: | Madonia (Palermo) |

|                                |           |  |
| Torrasi 12’ Montevago 70’, 87’ | Marcatori |  |

| Arbitro: | Gigliotti (Cosenza) |

|                      |           |                                      |
| Antenucci 45+2’, 65’ | Marcatori | 8’ Costantino 19’ Quirini 42’ Antoni |

| Arbitro: | Di Loreto (Terni) |

|          |           |                                   |
| Pane 16’ | Marcatori | 8’ Antenucci 45’ Radrezza 57’ Rao |

| Arbitro: | Picardi (Viareggio) |

|                       |           |             |
| Antenucci 37’ Rao 43’ | Marcatori | 60’ Cortesi |

| Arbitro: | Vogliacco (Bari) |

|                       |           |           |
| Hodzic 67’ Traorè 85’ | Marcatori | 81’ Arena |

| Arbitro: | Gauzolino (Torino) |

|  |           |                               |
|  | Marcatori | 45+1’ Tiritiello 74’ Franzoni |

| Arbitro: | Mirabella (Napoli) |

|  |           |          |
|  | Marcatori | 42’ Awua |

| Arbitro: | Bozzetto (Bergamo) |

|                                                   |           |  |
| Di Stefano 39’ Di Nardo 71’ Serra 83’ Forte 90+2’ | Marcatori |  |

| Arbitro: | De Angeli (Milano) |

|  |           |            |
|  | Marcatori | 75’ Brosco |

| Arbitro: | Colaninno (Nola) |

|                       |           |              |
| Renzi 61’ Gaddini 72’ | Marcatori | 43’ Karlsson |

| Arbitro: | Terribile (Bassano del Grappa) |

|         |           |               |
| Rao 69’ | Marcatori | 90+1’ Mignani |

| Arbitro: | Diop (Treviglio) |

|                                                 |           |              |
| Curcio 72’ Donati 82’ Cianci 86’ Ferrante 90+2’ | Marcatori | 44’ Karlsson |

| Arbitro: | Aldi (Lanciano) |

|                           |           |              |
| Bidaoui 47’ Antenucci 57’ | Marcatori | 45’ Nebuloso |

| Arbitro: | Luongo (Napoli) |

|  |           |                               |
|  | Marcatori | Mignanelli 17’, 57’ Conté 90’ |

| Arbitro: | Mucera (Palermo) |

|            |           |  |
| Büchel 80’ | Marcatori |  |

| Arbitro: | Milone (Taurianova) |

|                                                              |           |              |
| Pietra 15’ Pretato 50’ Cerretti 63’ Ianesi 73’ Ladinetti 88’ | Marcatori | 86’ D'Orazio |

| Arbitro: | Gemelli (Messina) |

|  |           |              |
|  | Marcatori | 72’ Paganini |

| Arbitro: | Burlando (Genova) |

|                  |           |           |
| Tommassini 90+5’ | Marcatori | 19’ Arena |

#### Girone di ritorno
| Arbitro: | Angelillo (Nola) |

|            |           |               |
| Caccavò 9’ | Marcatori | 17’ Antenucci |

| Arbitro: | Maccarini (Arezzo) |

|               |           |               |
| Antenucci 73’ | Marcatori | 66’ Di Maggio |

| Arbitro: | Poli (Verona) |

|                          |           |                                        |
| Quirini 47’ Magnaghi 66’ | Marcatori | 14’ (rig.), 41’ Antenucci 70’ D'Orazio |

| Arbitro: | Silvestri (Roma 1) |

|         |           |             |
| Rao 24’ | Marcatori | 68’ Durmush |

| Arbitro: | Cerbasi (Arezzo) |

|                |           |  |
| Contiliano 21’ | Marcatori |  |

| Arbitro: | Restaldo (Ivrea) |

|               |           |                          |
| Antenucci 48’ | Marcatori | 43’ Magrassi 61’ Quirini |

| Arbitro: | Zago (Conegliano) |

|                          |           |                |
| Casarotto 5’ Castelli 8’ | Marcatori | 90+1’ Parigini |

| Arbitro: | Nigro (Prato) |

|  |           |                                        |
|  | Marcatori | 22’ Gagliano 52’ Parigi 80’ Longobardi |

| Arbitro: | Frasynyak (Gallarate) |

|               |           |                            |
| Antenucci 90’ | Marcatori | 3’ Di Nardo 47’ Pellitteri |

| Arbitro: | Poli (Verona) |

|                |           |              |
| Bentivegna 29’ | Marcatori | 51’ D'Orazio |

| Arbitro: | Di Loreto (Terni) |

|  |           |                          |
|  | Marcatori | 18’ Gilli 27’ Pattarello |

| Arbitro: | Migliorini (Verona) |

|  |           |                   |
|  | Marcatori | 75’ (rig.) Molina |

| Arbitro: | Silvestri (Roma 1) |

|  |           |                                      |
|  | Marcatori | 3’ Cicerelli 58’ Cianci 87’ Ferrante |

| Arbitro: | Vailati (Crema) |

|                                               |           |                   |
| Germinario 6’ Bruzzaniti 18’ Nador 81’ (aut.) | Marcatori | 77’, 78’ Karlsson |

| Arbitro: | Iacobellis (Pisa) |

|            |           |                |
| Molina 69’ | Marcatori | 37’ Franzolini |

| Sassari 6 aprile 2025, ore 12:30 CEST 35ª giornata | Torres           | 0 – 0 referto | SPAL | Stadio Vanni Sanna (3 318 spett.)\| Arbitro: \| Mucera (Palermo) \| |
| Arbitro:                                           | Mucera (Palermo) |               |      |                                                                     |

| Arbitro: | Gauzolino (Torino) |

|           |           |             |
| Spini 35’ | Marcatori | 37’ Moretti |

| Arbitro: | Allegretta (Molfetta) |

|             |           |             |
| Paganini 3’ | Marcatori | 90+2’ Nador |

| Arbitro: | Mucera (Palermo) |

|                                 |           |  |
| Arena 3’ Parigini 47’ Spini 63’ | Marcatori |  |

#### Play-out
| Arbitro: | Mastrodomenico (Matera) |

|                   |           |  |
| Sandri 34’ (rig.) | Marcatori |  |

| Arbitro: | Allegretta (Molfetta) |

|                 |           |  |
| Molina 22’, 37’ | Marcatori |  |

### Coppa Italia Serie C
| Arbitro: | Baratta (Rossano) |

|                              |           |              |
| Vavassori 47’ Tornaghi 90+2’ | Marcatori | 52’ Karlsson |

## Statistiche

### Statistiche di squadra
Statistiche aggiornate al 17 maggio 2025.
| Competizione         | Punti | In casa | In casa | In casa | In casa | In casa | In casa | In trasferta | In trasferta | In trasferta | In trasferta | In trasferta | In trasferta | Totale | Totale | Totale | Totale | Totale | Totale | DR  |
| Competizione         | Punti | G       | V       | N       | P       | Gf      | Gs      | G            | V            | N            | P            | Gf           | Gs           | G      | V      | N      | P      | Gf     | Gs     | DR  |
| -------------------- | ----- | ------- | ------- | ------- | ------- | ------- | ------- | ------------ | ------------ | ------------ | ------------ | ------------ | ------------ | ------ | ------ | ------ | ------ | ------ | ------ | --- |
| Serie C              | 35    | 19      | 4       | 6       | 9       | 19      | 28      | 19           | 5            | 5            | 9            | 22           | 33           | 38     | 9      | 11     | 18     | 41     | 61     | -20 |
| Play-out             | -     | 1       | 1       | 0       | 0       | 2       | 0       | 1            | 0            | 0            | 1            | 0            | 1            | 2      | 1      | 0      | 1      | 2      | 1      | +1  |
| Coppa Italia Serie C | -     | 0       | 0       | 0       | 0       | 0       | 0       | 1            | 0            | 0            | 1            | 1            | 2            | 1      | 0      | 0      | 1      | 1      | 2      | -1  |
| Totale               | -     | 20      | 5       | 6       | 9       | 21      | 28      | 21           | 5            | 5            | 11           | 23           | 36           | 41     | 10     | 11     | 20     | 44     | 64     | -20 |

### Andamento in campionato
| Giornata  | 1  | 2  | 3  | 4  | 5  | 6  | 7  | 8  | 9  | 10 | 11 | 12 | 13 | 14 | 15 | 16 | 17 | 18 | 19 | 20 | 21 | 22 | 23 | 24 | 25 | 26 | 27 | 28 | 29 | 30 | 31 | 32 | 33 | 34 | 35 | 36 | 37 | 38 |
| --------- | -- | -- | -- | -- | -- | -- | -- | -- | -- | -- | -- | -- | -- | -- | -- | -- | -- | -- | -- | -- | -- | -- | -- | -- | -- | -- | -- | -- | -- | -- | -- | -- | -- | -- | -- | -- | -- | -- |
| Luogo     | C  | T  | C  | T  | C  | T  | C  | T  | T  | C  | T  | C  | T  | C  | T  | C  | T  | C  | T  | T  | C  | T  | C  | T  | C  | T  | C  | C  | T  | C  | T  | C  | T  | C  | T  | C  | T  | C  |
| Risultato | N  | P  | P  | V  | V  | P  | P  | V  | P  | P  | P  | N  | P  | V  | V  | V  | P  | P  | N  | N  | N  | V  | N  | P  | P  | P  | P  | P  | N  | P  | V  | P  | P  | N  | N  | N  | N  | V  |
| Posizione | 20 | 20 | 20 | 18 | 16 | 18 | 19 | 17 | 17 | 18 | 18 | 19 | 19 | 19 | 14 | 14 | 16 | 16 | 16 | 16 | 16 | 16 | 16 | 16 | 16 | 17 | 17 | 17 | 17 | 17 | 16 | 17 | 17 | 17 | 18 | 18 | 18 | 17 |

Legenda:

Luogo: C = Casa; T = Trasferta. Risultato: V = Vittoria; N = Pareggio; P = Sconfitta.

### Statistiche dei giocatori
Sono in corsivo i calciatori che hanno lasciato la società a stagione in corso.